# Chiesa della Resurrezione di Cristo (Hakodate)
La chiesa della Resurrezione di Cristo è una storica chiesa della città di Hakodate in Giappone affiliata alla Chiesa ortodossa giapponese.

## Storia
Un primo tempio ortodosso venne creato nel 1858 presso il consolato russo di Hakodate. Dopo un primo periodo in cui le funzioni vennero svolte in una sala appositamente adattata di un tempio buddista, una prima chiesa ortodossa venne infine costruita con fondi consolari e consacrata nel 1860.
L'edificio andò perduto nel 1907 durante il grande incendio di Hakodate. I lavori di ricostruzione della chiesa, eseguiti secondo il progetto di Izō Kawamura, vennero ultimati nel 1916. La chiesa assunse quindi le sue forme attuali.

## Descrizione
La chiesa attuale, realizzata in mattoni, presenta uno stile tipicamente neorusso.

## Galleria d'immagini

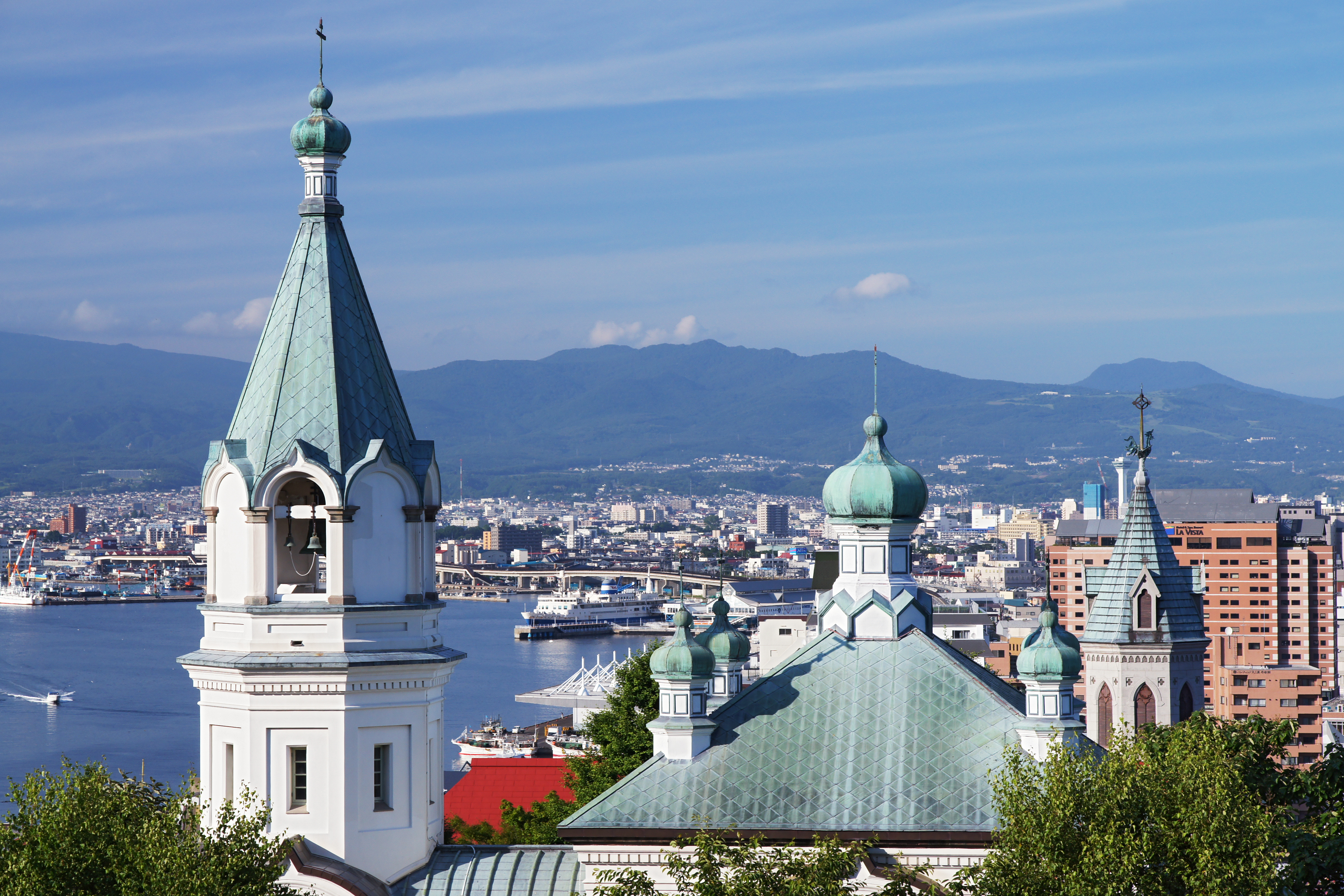
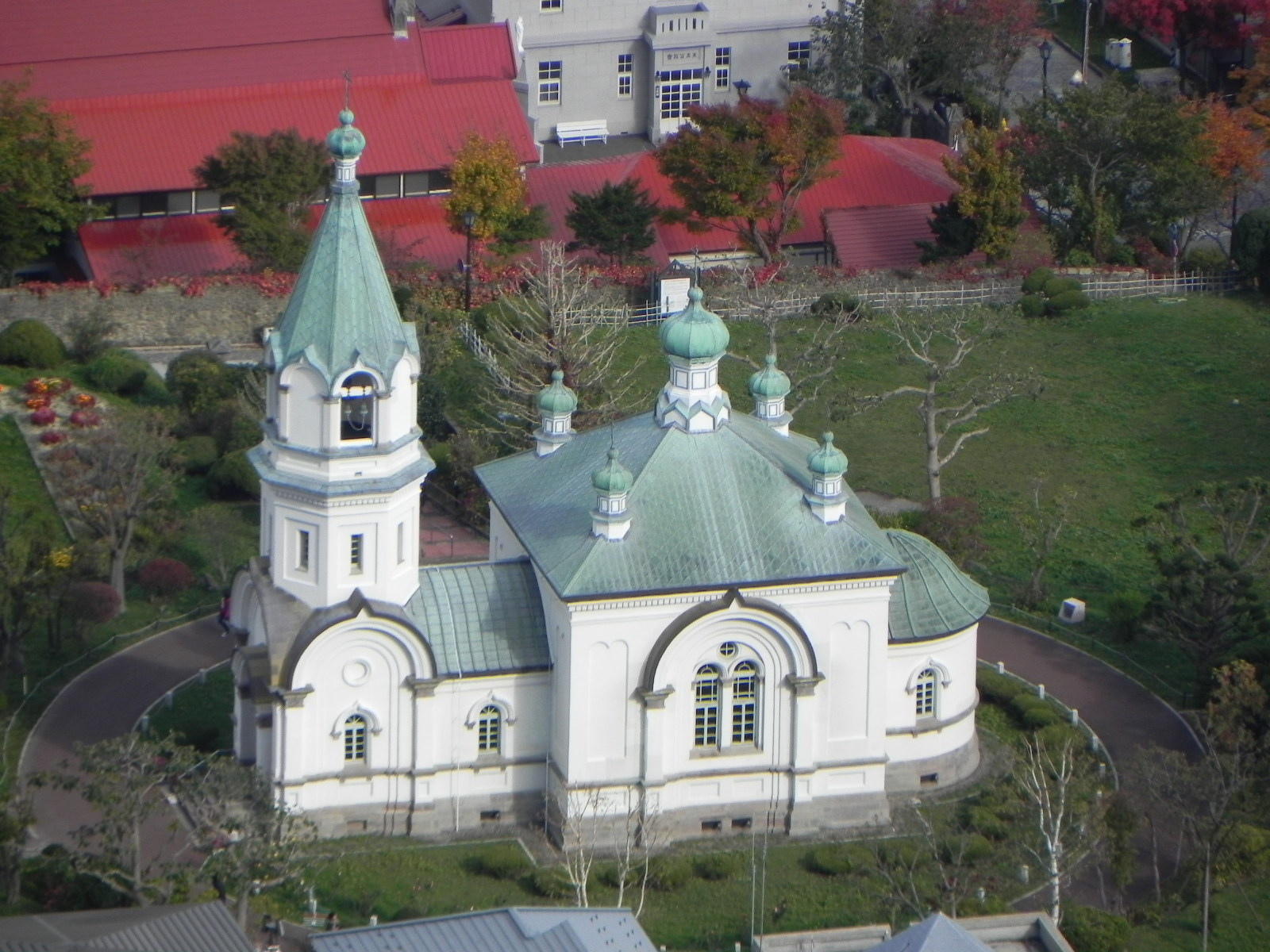
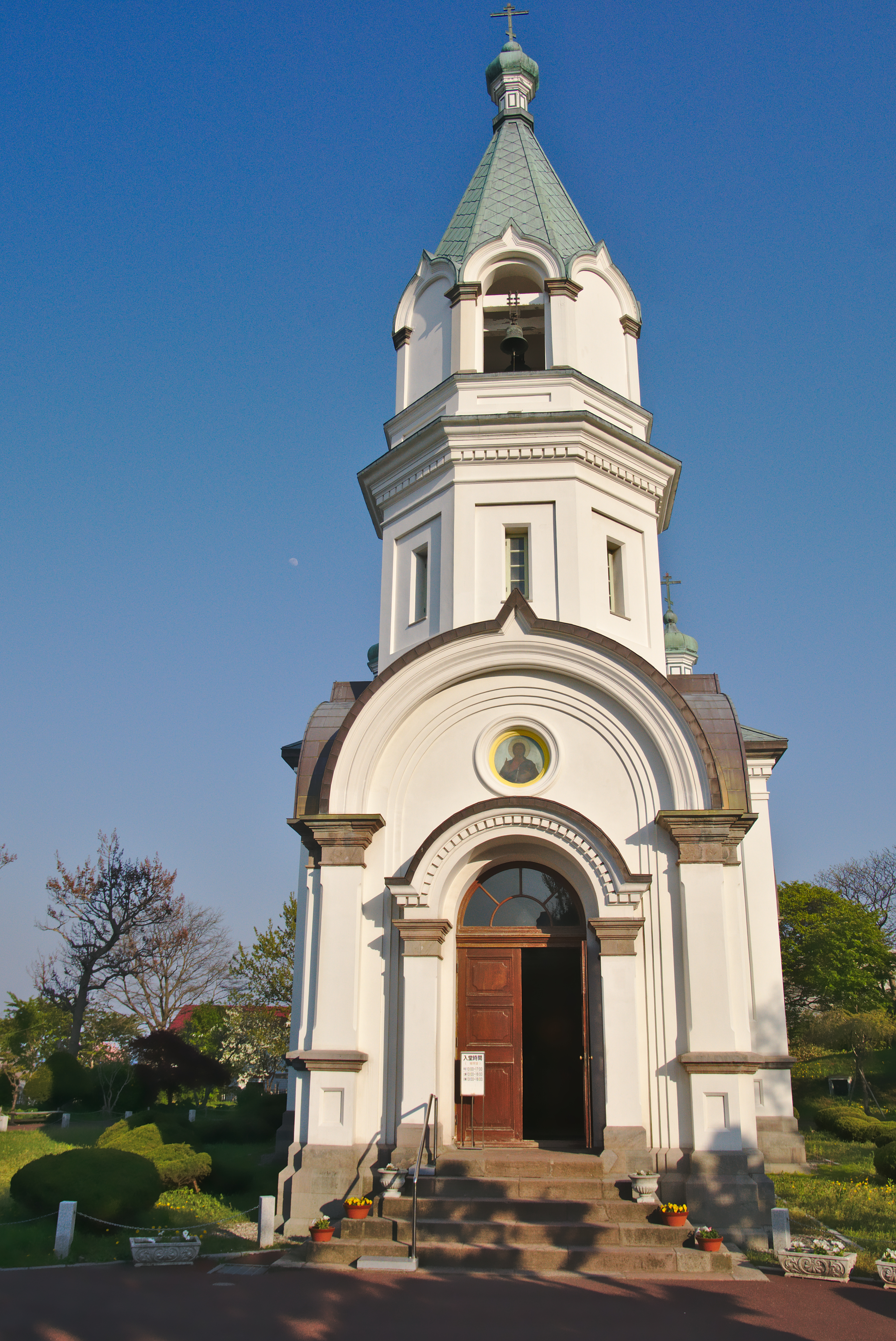